# Bassa Sababa
«Bassa Sababa» — сингл ізраїльської співачки Нетти Барзілай Випущений 1 лютого 2019 під лейблами Bertelsmann Music Group і Tedy Productions.

## Огляд
Пісню написали Нетта Барзілай, Авшалом Аріель і Став Бегер, які також брали участь у написанні «Toy», пісні-переможиці пісенного конкурсу Євробачення 2018. Це поп-пісня, яка також включає танцювальний стиль. За словами Барзілай, це стиль K-pop. Барзілай пояснила зміст пісні: «Носоріг — це дуже товстошкіра тварина, яка захищає себе від нападу і не втікає, і живе в стадах, вони рухаються і виживають разом».
Газета «Israel Hayom» повідомила, що пісня була написана до пісенного конкурсу Євробачення 2018 року, і була відправлена до виборчої комісії. Барзілай хотіла піти з піснею на конкурс, і її підтримали представники Tedy, які віддали їй перевагу перед «Toy», але представники корпорації «Aviad Rosenbaum», Рой Далмадіго і Юваль Ганор врешті вибрали «Toy».

## Відеокліп
Відеокліп був створений Роєм Разом і вийшов 1 лютого 2019 року, незадовго від випуску пісні як синглу і був запущений одночасно в Ізраїлі та в усьому світі. Вартість виготовлення кліпу оцінюється в 1 мільйон шекелів, що робить його найдорожчим кліпом для ізраїльського художника. В інтерв'ю Барзілай розповіла, що вона особисто фінансувала його за сотні тисяч доларів від виступу на світовому турі після Євробачення. Триденне відео було знято в Києві в 13 різних місцях, з більш ніж 250 співробітниками та 50 танцюристами. Очікується, що Нетта подорожуватиме по світу, щоб відкрити нову пісню.
У центрі кліпу наречений (Едді Кветнер) тікає до Нетти перед весіллям і вона починає його переслідувати. Домінуючим кольором у кліпі є рожевий колір. Кліп використовує візуальні елементи і виражає слова пісні, такі як гумка і носоріг, коли Нетта носить ріг на голові. Крім того, кліп використовує елементи комп'ютерної гри, подібні до «Скотт Пілігрим проти світу».
Відео зайняло перше місце в списку Hot Videos YouTube за менш ніж 24 години після його запуску, і за цей час накопичено більше мільйона переглядів.
У середині лютого відео було заблоковано для перегляду YouTube протягом кількох годин після «претензії про авторські права», надісланої кінокомпанією «Tre Native». Через кілька годин його повернули на місце.

## Чарти
| Чарт                                | Найвища позиція |
| ----------------------------------- | --------------- |
| США (Billboard Hot 100)             | -               |
| США (Dance Dance Parade)            | 20              |
| Ізраїль (Media Forrest)             | 1               |
| Ізраїль (The Daily Parade of Songs) | 1               |
| Ізраїль (Galgalatz)                 | 1               |
| Ізраїль (Media Forrest TV)          | 1               |